# Darren Collison
Darren Michael Collison (* 23. August 1987 in Rancho Cucamonga, Kalifornien) ist ein ehemaliger US-amerikanischer Basketballspieler der nordamerikanischen Profiliga NBA.

## NBA-Karriere
Collison wurde im NBA-Draft 2009 von den New Orleans Hornets an 21. Stelle ausgewählt und erhielt bereits in seiner Debütsaison viel Spielzeit, nachdem Starspieler Chris Paul längere Zeit verletzungsbedingt ausgefallen war. Für seine Leistungen wurde Collison ins NBA All-Rookie First Team gewählt.
Darauf folgte ein Wechsel zu den Indiana Pacers, bei denen er sich als Stammspieler etablieren konnte. Im Sommer 2012 wurde Collison nach zwei Jahren bei den Pacers zusammen mit Dahntay Jones im Austausch für Ian Mahinmi zu den Dallas Mavericks transferiert.
Nach Ablauf seines Vertrages in Dallas erhielt Collison kein neues Angebot der Mavericks und unterzeichnete daraufhin einen Vertrag bis 2015 bei den Los Angeles Clippers. In der Off-Season der NBA nahm Collison die Option, ein weiteres Jahr in Los Angeles zu bleiben, nicht wahr und wurde somit Free Agent.
Die Sacramento Kings unterbreiteten Collison ein Vertragsangebot über drei Jahre und 16 Millionen US-Dollar. Dieses Angebot nahm er im Juli 2014 an. Bei den Kings wurde Collison Starter und erzielte in 45 Spielen 16,1 Punkte und 5,6 Assists pro Spiel. Die Kings verpflichteten im Sommer 2015 Rajon Rondo, so dass Collison wieder von der Bank kam, aber gute 14 Punkte im Schnitt erzielen konnte.
Nach Ablauf seines Vertrages schloss sich Collison wieder den Pacers an und unterzeichnete beim Team aus Indiana einen Vertrag bis 2019, der ihm 20 Millionen US-Dollar einbrachte.
Am 24. Dezember 2021 haben die Los Angeles Lakers Darren Collison für einen 10-Tage-Vertrag gemäß der NBA hardship exception (NBA Härtefall-Ausnahme) verpflichtet.

## Privates
Nach Ende der NBA-Saison 2018/19 trat Collison vom Basketballgeschäft zurück, um sich mehr seiner Familie und seiner Religion widmen zu können. Collison ist Mitglied der Glaubensgemeinschaft Jehovas Zeugen.